# Лойгинская узкоколейная железная дорога
Лойгинская узкоколейная железная дорога находится в Устьянском районе Архангельской области и Тарногском районе Вологодской области.
По данным на 2005 год, это третья по протяжённости узкоколейная железная дорога на пространстве бывшего СССР и одна из крупнейших узкоколейных железных дорог мира. Разобрана в 2023 году.

## История
Появление Лойгинской узкоколейной дороги (750 мм) относят к 1947 г. В те времена дорогой владел Печорский лестрансхоз, принадлежавший Печорской железной дороге МПС. Протяжённость пути была невелика: от четырёх до шести км в 1957 г. Объём перевозимой древесины, соответственно, был также невелик. Работали на линии 2-3 паровоза и мотовозы: бензиновые МУЗ-4 и газогенераторные МУЗг-4.
В начале 1960-х гг. на базе Печорского лестрансхоза был организован Лойгинский леспромхоз, куда передали лесозаготовки и узкоколейную железную дорогу. В это время её протяжённость составляла 8 км и заканчивалась она примерно в районе развилки на посёлки Лесной и Сулонга. В это же время существовала узкоколейная железная дорога к северу от Лойги, однако неясно, имелось ли соединение между северными ветками и собственно Лойгинской железной дорогой.
С 1963 г. началось интенсивное строительство новых путей. В 1968 г. дорогу протянули до Сулонги, а на конце другой её ветки основали посёлок Лесной. Длина дороги в это время составила 27 км. В 1975 г. 5-ю ветку дороги довели до Айги, откуда начали вывоз древесины, а в 1983 г. — до Вощара. Ветка на Лесной, считавшаяся тогда магистралью, к этому времени достигла 31 км.
В середине 1980-х гг. магистральной объявили 5-ю ветку на Вощар. Её длина тогда составляла 92 км. Вдоль дороги, вывозившей по 70 тыс. кубометров древесины в год, стояли километровые и пикетные знаки. До станций Сулонга, Лесной и Айга ходили пассажирские поезда.
В 2020 году собственник дороги (компания «Белый Ручей») заявлял, что дорога является рентабельной, пока она вывозит в год более 150 000 кубометров леса.
30 июля 2022 года по железной дороге прошёл последний поезд.

### Современное состояние
Протяжённость дороги по состоянию на 2005 год оценивалась примерно в 200 километров После 2007 г. её протяжённость уменьшилась: была разобрана ветка на Вощар. Локомотивные депо находятся на станциях Лойга, Шевелёвка, Сулонга. Прежде депо было и в посёлке Вощар. На дороге выполняются регулярные грузовые перевозки. Основной груз — лес в хлыстах.

## Подвижной состав

### Локомотивы
- ТУ8 — № 0050, № 0060, № 0071, № 0408, № 0541, № 0542
- ТУ7 — № 1497
- ТУ7А — № 3151
- ТУ6А — № 1387, № 2621, № 2892, № 29??, № 3767
- ТУ6Д — № 0214

### Вагоны
- Вагоны ПВ40
- Крытые вагоны
- Вагоны-сцепы
- Вагоны-цистерны
- Хопперы-дозаторы
- Вагоны платформы

### Путевые машины
- Гидрокран ДМ-20М
- Снегоочиститель узкоколейный

### Частные средства передвижения
- Самодельные «пионерки»

## Фотогалерея

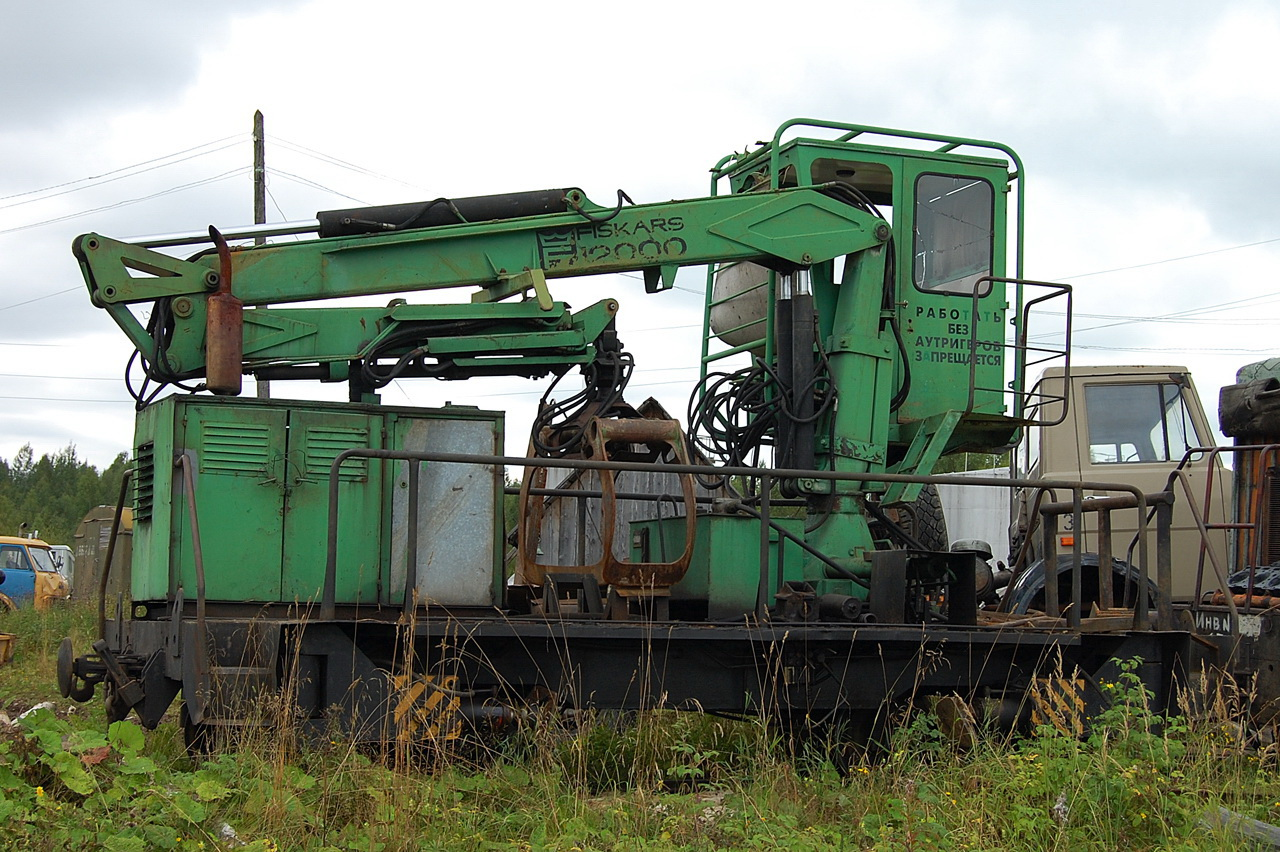
Гидрокран ДМ-20 «Fiskars»
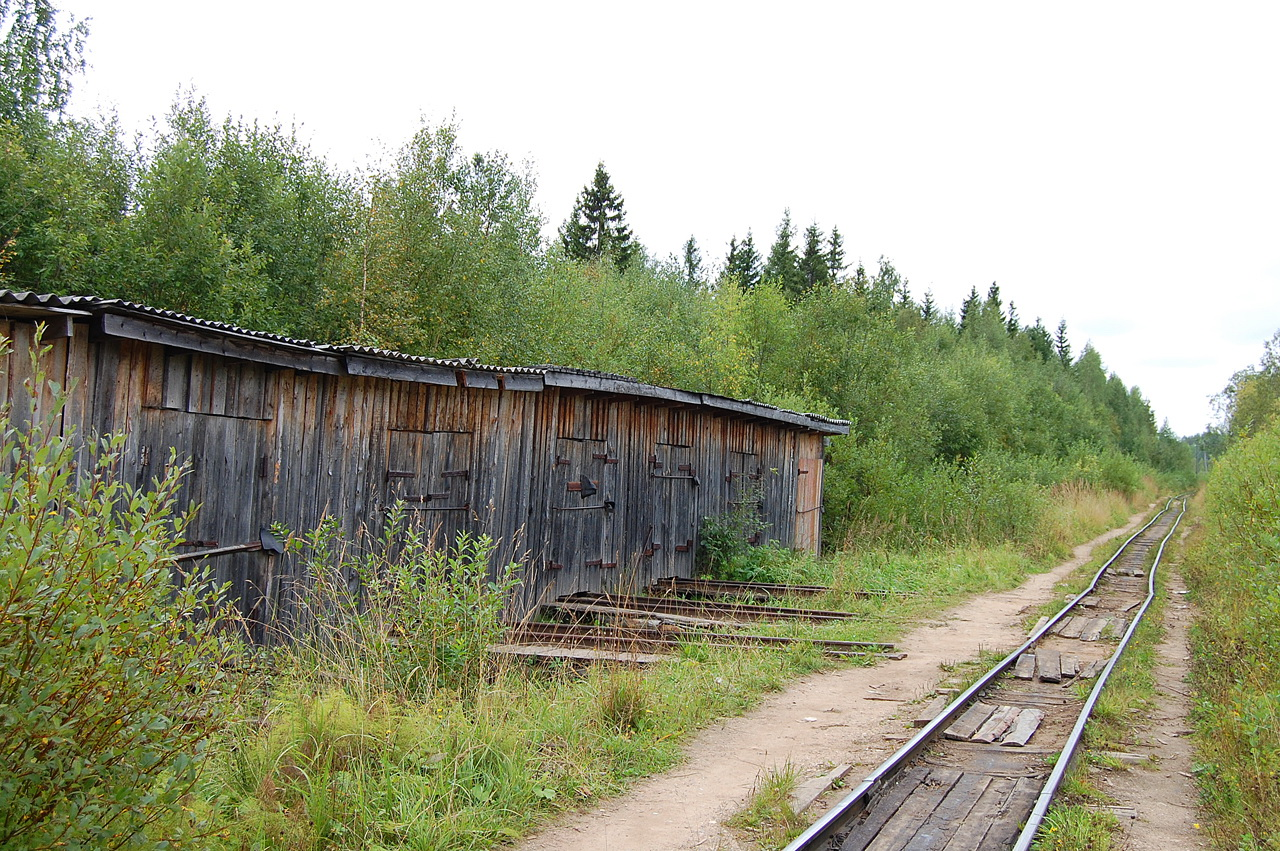
Гаражи для «пионерок»
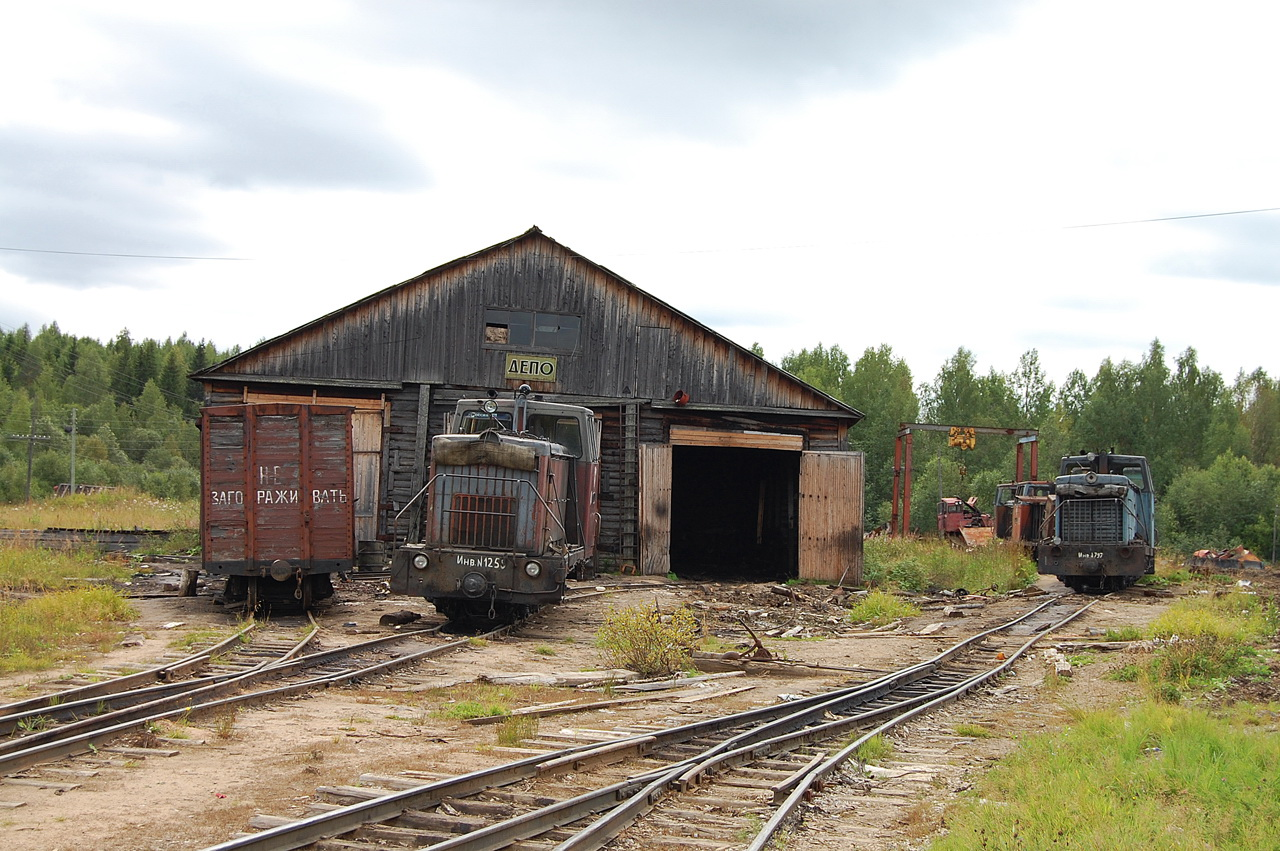
Депо ст. Лойга
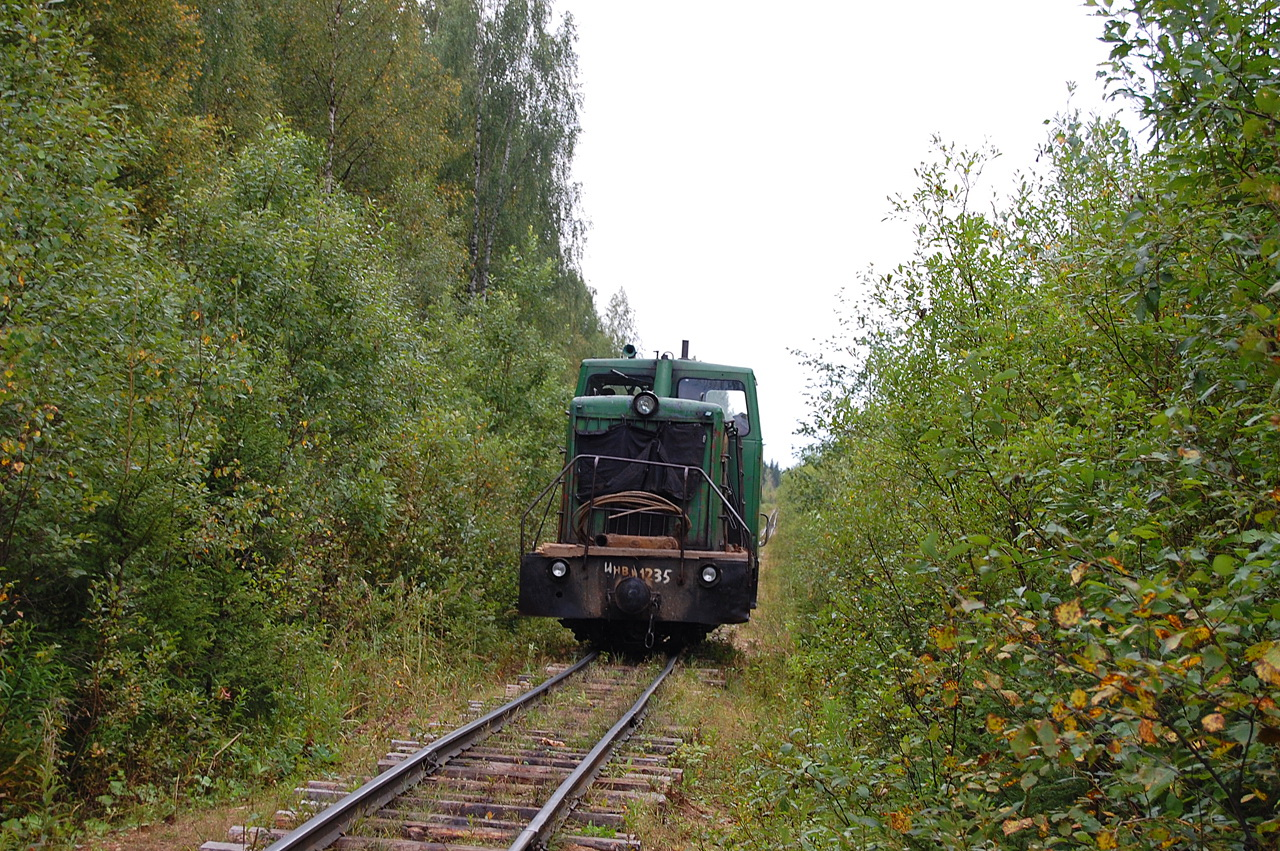
Тепловоз ТУ6А (местный № 64)
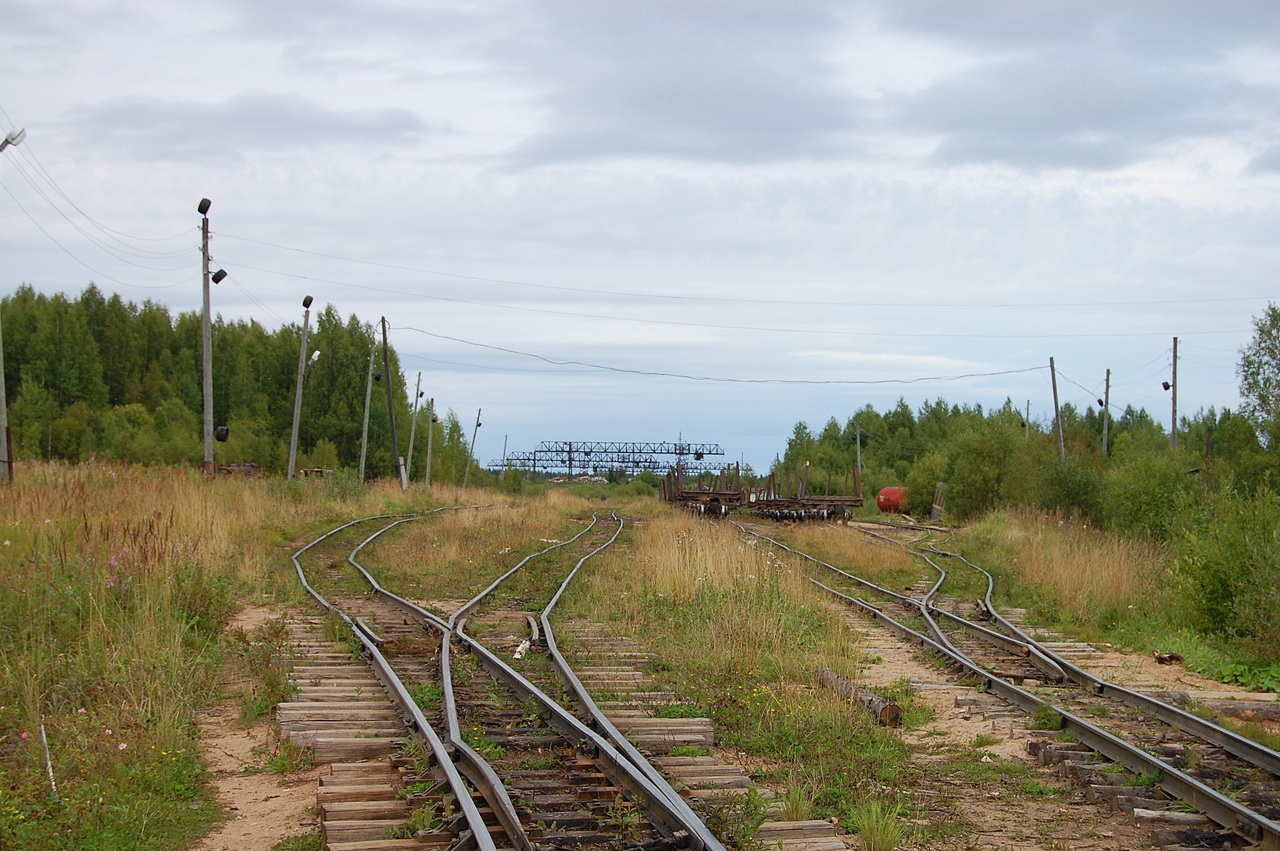
Порожняк на ст. Лойга
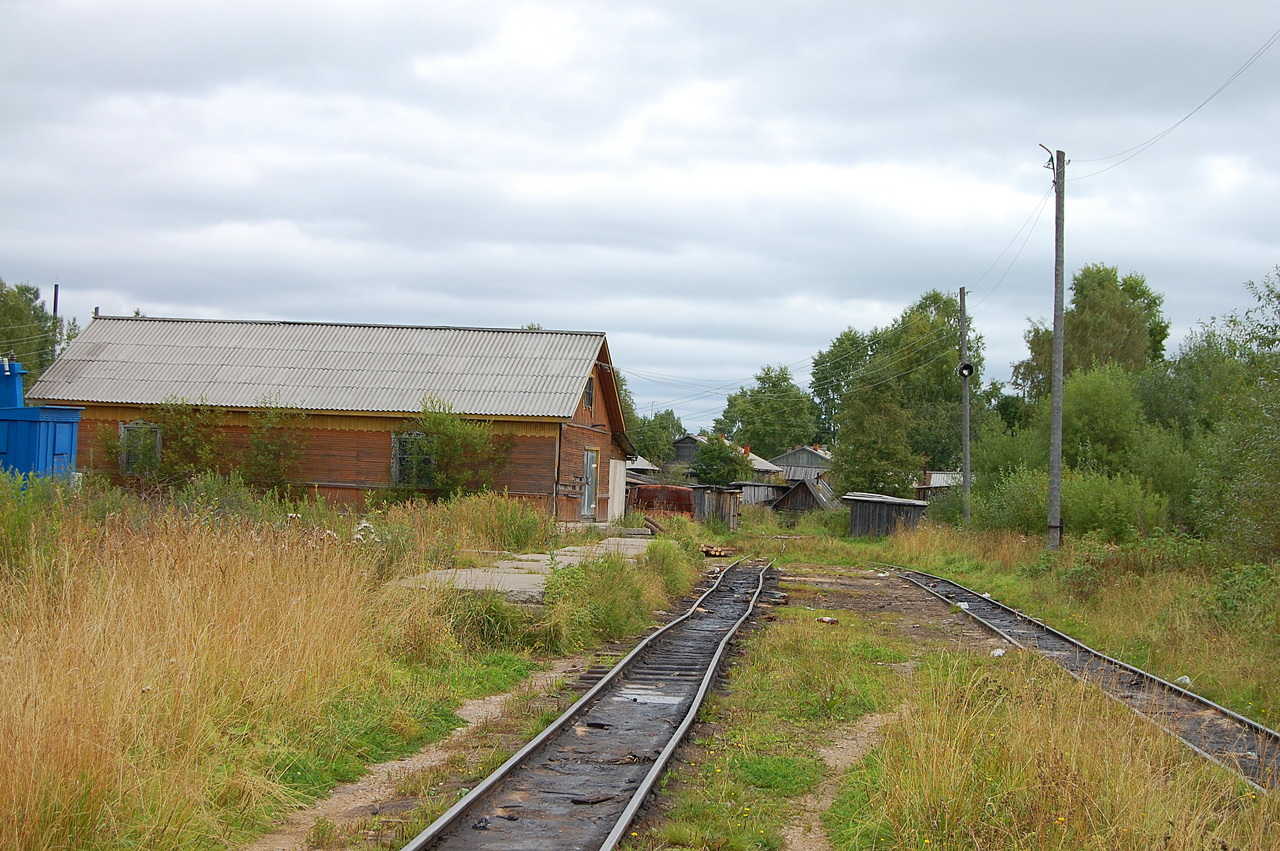
Посадочная в Лойге